# FilmFlex
FilmFlex est un service de vidéo à la demande au Royaume-Uni.

## Historique
Le 29 novembre 2004, la Walt Disney Company achète 33 % de Filmflex Movies pour 1,05 million £. 
Le 18 juin 2005, Disney et Sony lancent FilmFlex, un service de VOD au Royaume-Uni .
Le 28 mai 2014, Disney et Sony vendent la société de VOD britannique FilmFlex à Vubiquity.